# Percepciones en Blanco & Negro —Colombia

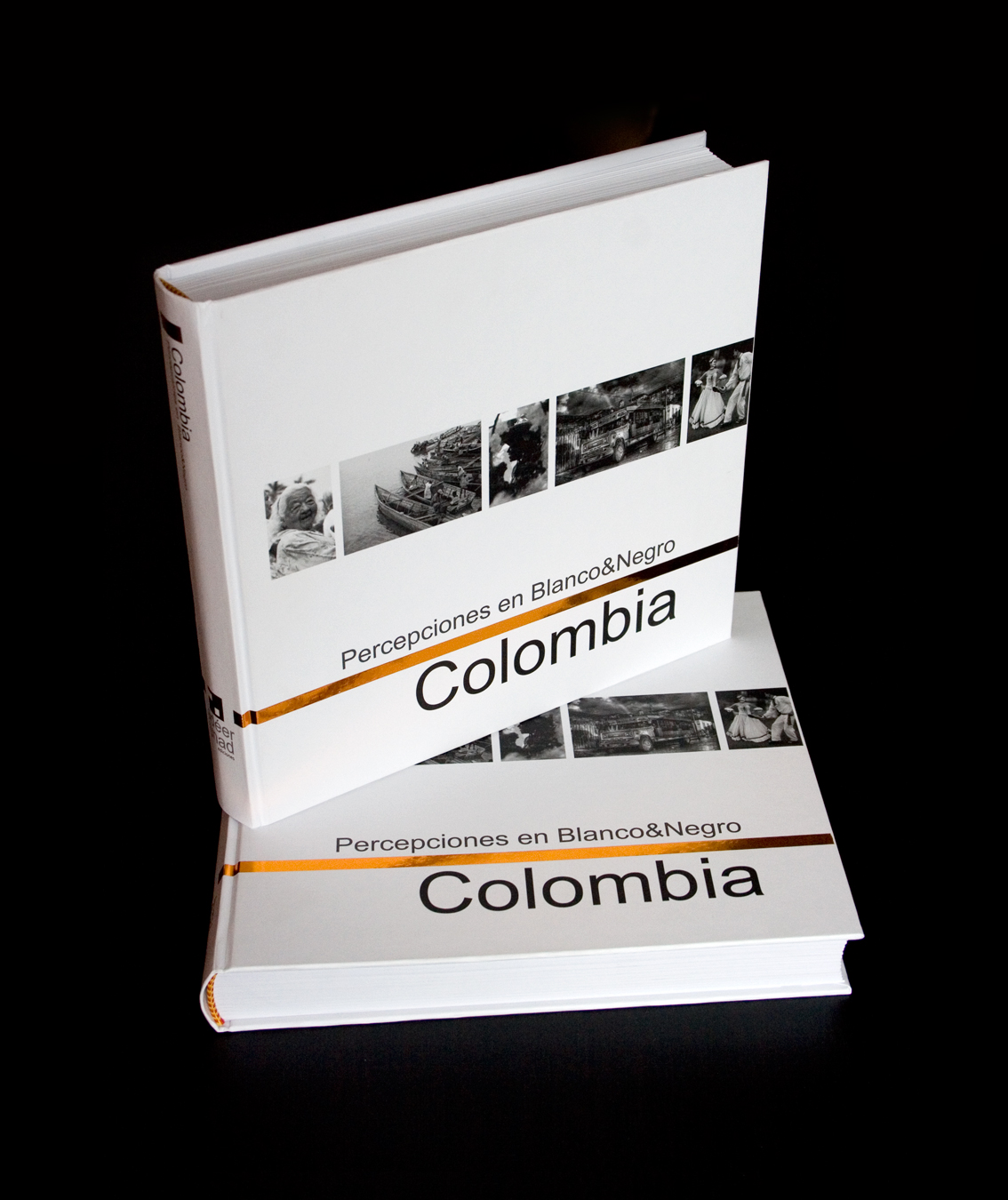
Imagen de la cubierta del libro.

Percepciones en Blanco & Negro —Colombia es un libro de fotografía (editado en el año 2009) que reúne imágenes capturadas por 104 fotógrafos de Colombia. Es una muestra de 353 imágenes que describen el día a día colombiano con una narrativa costumbrista, escueta, legítima y simple en un documento de 372 páginas.

## Autores

### Principales
Manuel Rivera-Ortiz, Jaime Iván Gutiérrez Vallejo.

### Secundarios
Benjamín Guez, Miguel Mejía, James Montealegre, Fernando Aparicio, Catalina Villa, Damián Quiroga, Mauricio Ossa, Fernando Vengoechea, VIAJERO, José Santiago Blanco, Eliana Runner, Carlos Alberto Carvajal, Gris 2, Mondy Falla, Jonathan Manrique, Arturo Almanza, Óscar Darío Cardona, Javier Segura, David Edgardo Marrugo, Feliciano, Juan Carlos Calderón Abáunza, Juan Diego Buitrago, Angélica Caballero, Jackie Frysz, Juan Carlos Riaño, Santiago Rueda, Mar de octubre, Mauricio Ruiz Torres, David Zúñiga, Pablo Andrés, Mario Andrés Pantoja, Trinidad, Andrés Gordillo, Fabriano, Flor Liliana Vega, Yamid Arevalo, Laura Aparicio, Oscar Romero, Carolina Valderrama, Tachon Graf, Felipe Aguilar, Felipe Abondano, Catha Burman, Simón Quintero, Ángela P Atuesta, Juan Sebastián Palacios, Mateo Rodríguez, Silvia Mazias, Juanita Barriga, Luis Arsecio Tobón, Javier Solís, Daniel Ronderos, Santiago Flórez, Nathalie Cuadrado, Claudia Calvo, Carlos Durán, Diego McCormick, Rocío Lamo, Alexander Forero, Diana María Velásquez, Ana Milena Vallejo, Jessica Foliaco, Luis Miguel Castro, Diana Mahecha, Nicolás Felipe, Fabián Bernal, Mauricio Alvarado, Helbert, Vanessa Quintero, José Felipe Chavez Díaz, Ada Cecilia Pereira, Fausto, Juan José Moreno, Johan Beltran, Sergio Rubiano, Andrés González, Sandi Ruiz, Juan Gabriel Castro, Alberto Jiménez, Maniak, Oscar Ayala, Juliana Ariza, Daniel Mauricio Velasco, Locomotora, Catalina López B, Paola Velasco, Daniel Pineda, Germán Jacobo, Alejandro Jaramillo, Juan Torneros, Andrés Felipe Tudela, Martín Sánchez, Valentina Castaño, Juamberom, Caro Urrego, Elva López, Manuel Parra, Juan Felipe Rubio, Pilar Suescun, Alejandro Sánchez, Luis Edo Estrada, Julián Aza y Elizabeth Restrepo.

## Proceso de edición
En el mes de abril de 2009, Adéer Lyinad Ediciones abrió una convocatoria donde fotógrafos de todos los rincones del país enviaron sus imágenes bajo un solo tema: Colombia.
Como resultado de dicha convocatoria, fueron seleccionadas 353 imágenes que representan el día a día de diferentes zonas del país, que se encuentran compiladas en el libro Percepciones en Blanco & Negro —Colombia: Un viaje a través del objetivo de 104 fotógrafos que viven y capturan el diario acontecer del país. 
Con textos del reconocido fotógrafo internacional Manuel Rivera-Ortiz y el crítico de arte Jaime Iván Gutiérrez Vallejo, este documento ha gozado de significativas menciones en prensa, televisión y radio, destacando la intervención del Dr. Alberto Casas en la W. Radio y de José Gabriel Ortiz durante el programa Bravissimo de City TV.